# Algirdas Gricius (Politiker, 1954)

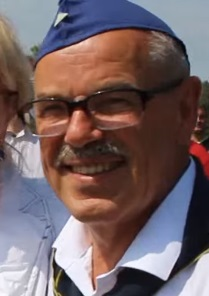
Algirdas Gricius (2015)

Algirdas Gricius (* 1954 in Paraseiniai bei Raseiniai) ist ein litauischer Politiker, Bürgermeister der Rajongemeinde Raseiniai.

## Leben
Nach dem Abitur an der Mittelschule absolvierte Algirdas Gricius 1977 als Lehrer das Diplomstudium der Geschichte  an der Vilniaus universitetas und 2005 das Masterstudium der Verwaltung an der Šiaulių universitetas.
1977–1982 lehrte er an der Mittelschule Tirkšliai und 1999–2003 in Raseiniai als Lehrer der Politologie.
2003–2010 war er stellvertretender Direktor der Verwaltung der Gemeinde Raseiniai. 2013–2015 war er Berater des Ministers am Landwirtschaftsministerium Litauens. Seit 2015 ist er  Bürgermeister der Rajongemeinde Raseiniai.
Ab 2002 war er Mitglied Liberalų demokratų partija und ab 2006 der Tvarka ir teisingumas.

## Familie
Algirdas Gricius ist verheiratet und hat einen Sohn.